# Роланд Ґеблер
Роланд Ґеблер (нім. Roland Gäbler, 9 жовтня 1964) — німецький яхтсмен.
Учасник Олімпійських Ігор 1988 року.